# タマンラセット

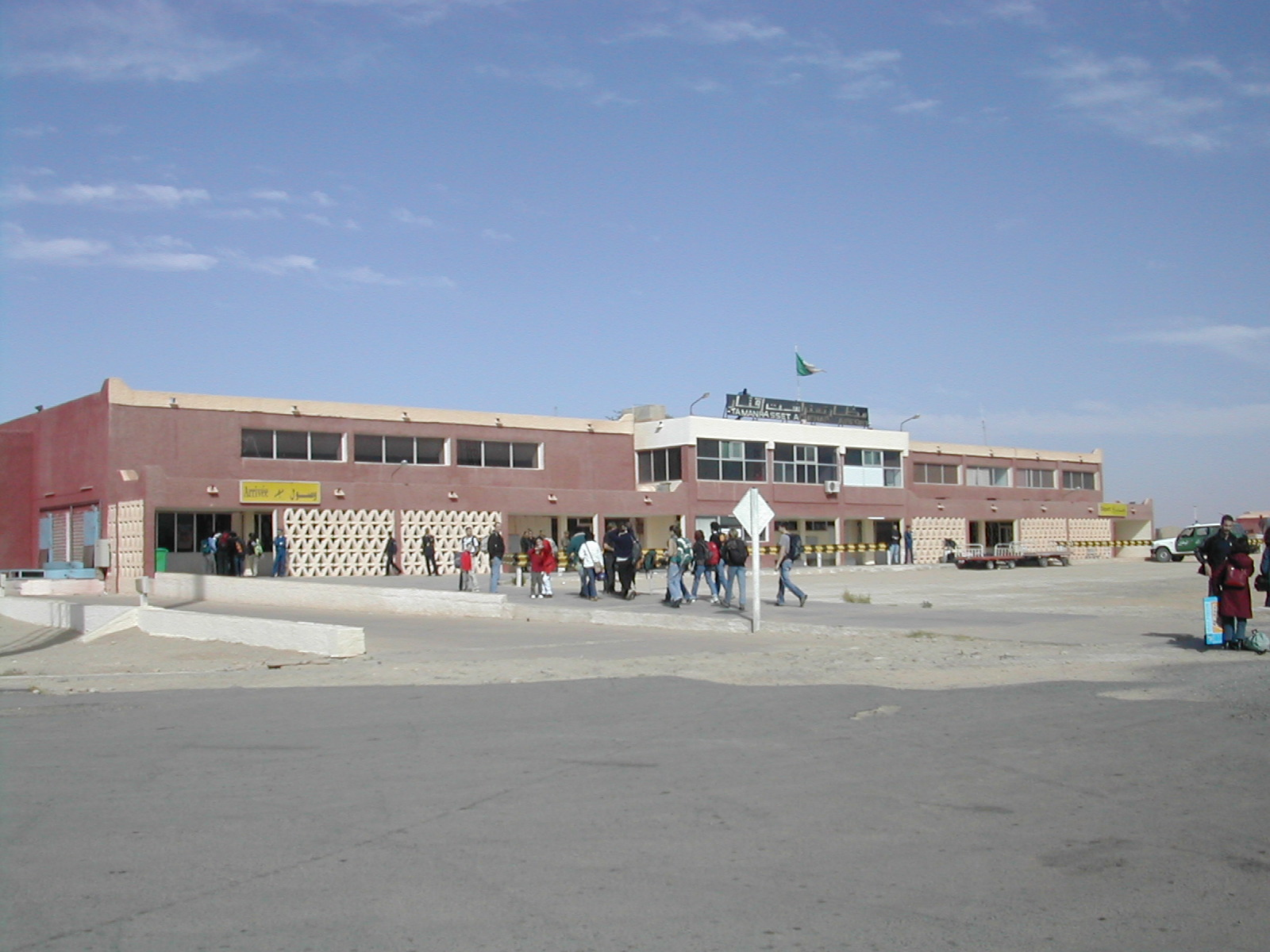
タマンラセット空港

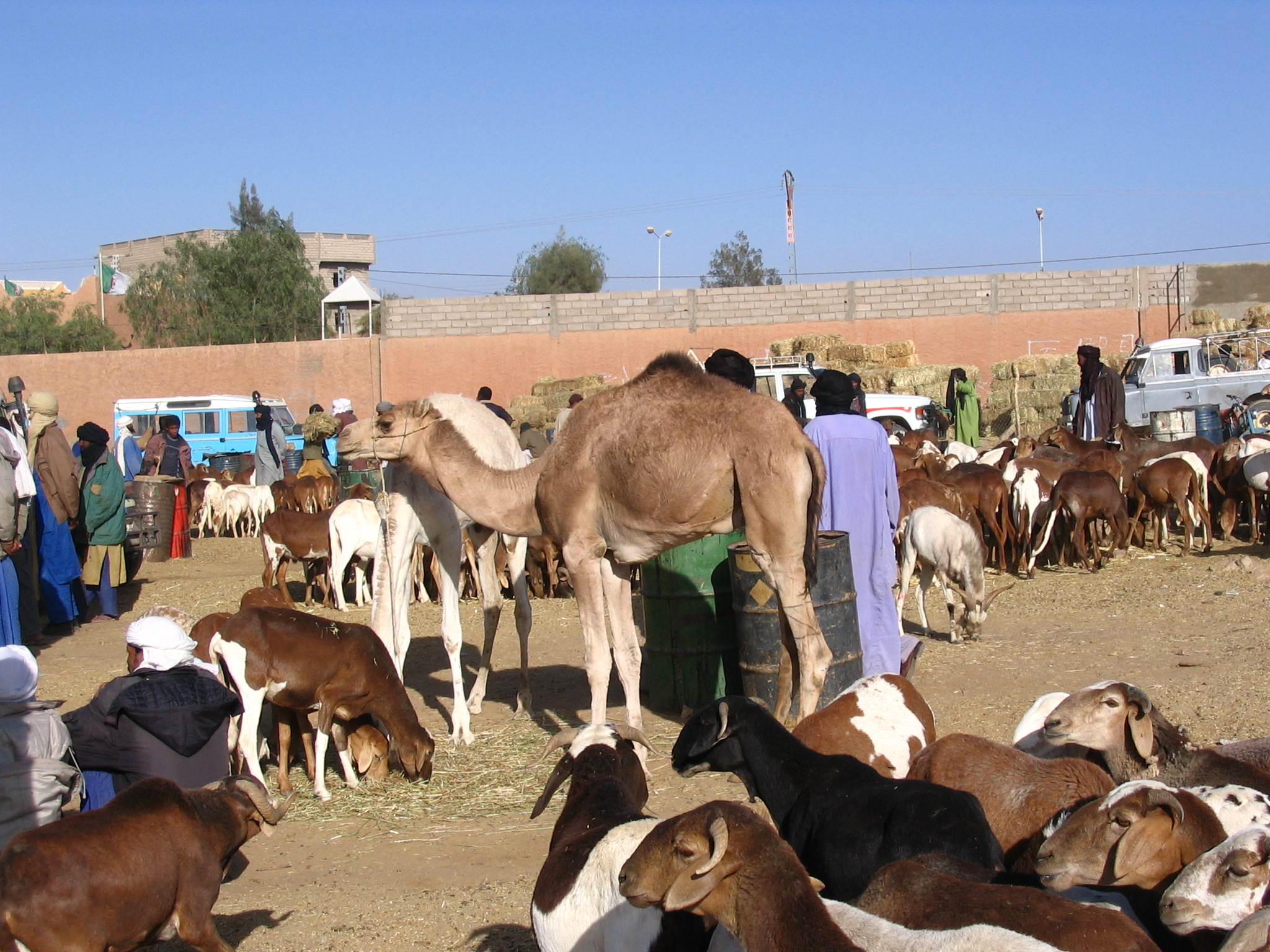
タマンラセットの家畜市

ラマンラセット、タマンラセットあるいはタマンラセト（アラビア語： تمنراست ）はアルジェリア南部にあるタマンラセット県の県都でオアシスの町である。
アハガル山地の中腹にあり標高1,320m、経緯度は東経5度31分22秒、北緯22度47分6秒である。
この一帯に分布するトゥアレグ人のアルジェリア側の中心都市である。
2008年4月14日の人口は8万1752人。

## 歴史

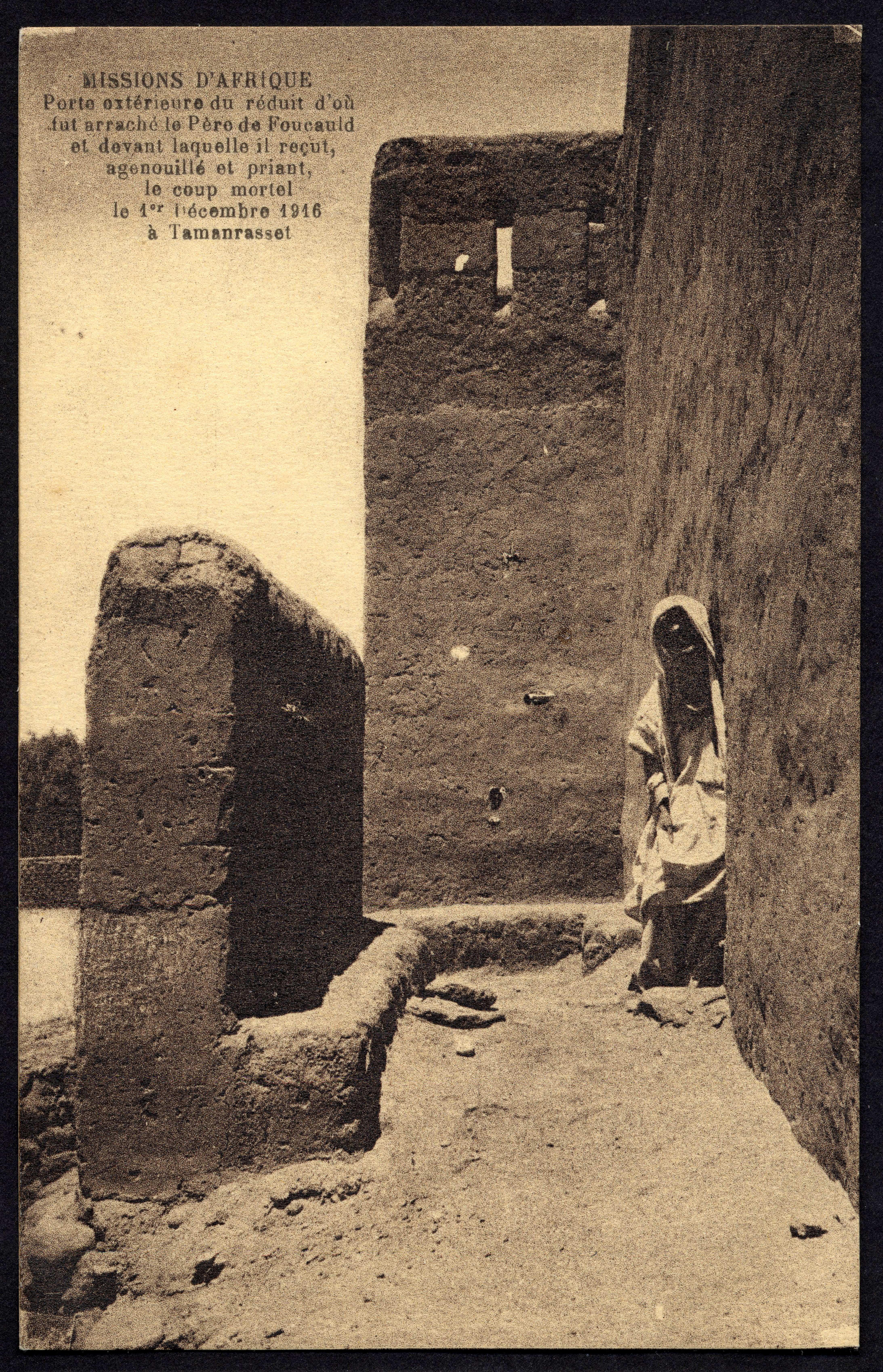
通路に佇む女性(1916年)

サハラ砂漠交易の拠点として、カノやチャド湖、ガオ、アガデス、ザンデールと繋がっていた。
フランス領アルジェリア時代に軍事郵便局が設置された。
1916年12月1日、シャルル・ド・フーコーが恐らくサヌーシー教団によって暗殺された。
1920年、フランソワ・ヘンリー・ラプリンヌ将軍が近くの砂漠で亡くなった事から、この都市はラプリンヌ要塞と名付けられた。
1960年2月13日、アルジェリア戦争の最中に、フランスは最初の核実験であるジェルボアーズ・ブルー(青い跳鼠)を、約800km南西のサハラ砂漠で行った。
1962年5月1日、150km北でフランスの地下核実験が失敗し、放射性ガスが大気中に放出された。
きのこ雲は2600m上空まで上がり、放射線は数百kmの範囲に広がった。
約100人のフランス人兵士や役人(2人の大臣を含む)が被爆した。
アルジェリア人被爆者の人数は不明である。
2003年3月6日、アルジェリア航空6289便の離陸が失敗し、乗客102人が死亡した（アルジェリア航空6289便墜落事故）。
2010年、AQIM(イスラーム・マグリブ諸国のアル＝カーイダ機構)に対抗する統合軍の本部が置かれた。
統合軍にはアルジェリアの他にマリ共和国、ニジェール、モーリタニアが参加し、サヘル地域における軍事行動を調整した。

## 交通

### 陸路
- サハラ砂漠縦貫道路（トランス・アフリカ・ハイウェイ2号線）：首都アルジェ⇔タマンラセット⇔アガデス(ニジェール)⇔カノ(ナイジェリア)⇔ラゴス(ナイジェリア)
- インサラーを経てアルジェまでバスの定期便がある。

### 空路
- 北西6.7kmにタマンラセット空港（英語版）が有る。
- アルジェリア航空がアルジェやジャーネットに定期路線を開設している。

## 外交
市内にマリとニジェールの領事館がある。

## 気候
内陸部であり、気温の日較差、年較差ともに大きい気候である。砂漠気候であり、年間の降水量も50mm程度である。夏は高温となり、40℃を超えることもあるが朝晩は涼しくなる。
| タマンラセットの気候                                                                         | タマンラセットの気候 | タマンラセットの気候 | タマンラセットの気候 | タマンラセットの気候 | タマンラセットの気候 | タマンラセットの気候 | タマンラセットの気候 | タマンラセットの気候 | タマンラセットの気候 | タマンラセットの気候 | タマンラセットの気候 | タマンラセットの気候 | タマンラセットの気候 |
| 月                                                                                           | 1月                  | 2月                  | 3月                  | 4月                  | 5月                  | 6月                  | 7月                  | 8月                  | 9月                  | 10月                 | 11月                 | 12月                 | 年                   |
| -------------------------------------------------------------------------------------------- | -------------------- | -------------------- | -------------------- | -------------------- | -------------------- | -------------------- | -------------------- | -------------------- | -------------------- | -------------------- | -------------------- | -------------------- | -------------------- |
| 最高気温記録 °C （°F）                                                                       | 24.5 (76.1)          | 29.9 (85.8)          | 29.8 (85.6)          | 35.0 (95)            | 39.1 (102.4)         | 44.7 (112.5)         | 47.4 (117.3)         | 47.4 (117.3)         | 42.5 (108.5)         | 34.8 (94.6)          | 28.6 (83.5)          | 27.2 (81)            | 47.4 (117.3)         |
| 平均最高気温 °C （°F）                                                                       | 20.1 (68.2)          | 22.1 (71.8)          | 25.4 (77.7)          | 30.1 (86.2)          | 33.6 (92.5)          | 35.4 (95.7)          | 35.3 (95.5)          | 34.7 (94.5)          | 33.2 (91.8)          | 29.5 (85.1)          | 24.7 (76.5)          | 21.3 (70.3)          | 28.8 (83.8)          |
| 日平均気温 °C （°F）                                                                         | 12.7 (54.9)          | 14.5 (58.1)          | 18.2 (64.8)          | 22.7 (72.9)          | 26.7 (80.1)          | 29.1 (84.4)          | 29.2 (84.6)          | 28.7 (83.7)          | 27.2 (81)            | 23.0 (73.4)          | 17.6 (63.7)          | 13.9 (57)            | 22.0 (71.6)          |
| 平均最低気温 °C （°F）                                                                       | 5.2 (41.4)           | 6.9 (44.4)           | 10.9 (51.6)          | 15.3 (59.5)          | 19.7 (67.5)          | 22.8 (73)            | 23.1 (73.6)          | 22.6 (72.7)          | 21.1 (70)            | 16.4 (61.5)          | 10.4 (50.7)          | 6.4 (43.5)           | 15.1 (59.2)          |
| 最低気温記録 °C （°F）                                                                       | −5.3 (22.5)          | −4.4 (24.1)          | −2.9 (26.8)          | 0.4 (32.7)           | 4.7 (40.5)           | 6.9 (44.4)           | 7.2 (45)             | 7.0 (44.6)           | 5.7 (42.3)           | −0.1 (31.8)          | 0.0 (32)             | −4.6 (23.7)          | −5.3 (22.5)          |
| 降水量 mm （inch）                                                                           | 2.4 (0.094)          | 1.5 (0.059)          | 5.2 (0.205)          | 2.1 (0.083)          | 5.1 (0.201)          | 7.1 (0.28)           | 5.1 (0.201)          | 8.1 (0.319)          | 7.7 (0.303)          | 6.8 (0.268)          | 0.8 (0.031)          | 1.7 (0.067)          | 53.6 (2.11)          |
| 平均降水日数 （≥0.1 mm）                                                                     | 0.6                  | 0.7                  | 1.1                  | 0.8                  | 1.5                  | 2.8                  | 1.6                  | 2.9                  | 2.8                  | 1.5                  | 0.4                  | 0.6                  | 17.3                 |
| % 湿度                                                                                       | 29                   | 31                   | 26                   | 27                   | 29                   | 24                   | 21                   | 25                   | 26                   | 29                   | 32                   | 31                   | 27.5                 |
| 出典1：World Meteorological Organization (average temperatures and precipitation, 1976–2005) |                      |                      |                      |                      |                      |                      |                      |                      |                      |                      |                      |                      |                      |
| 出典2：Weatherbase (extremes, humidity)                                                      |                      |                      |                      |                      |                      |                      |                      |                      |                      |                      |                      |                      |                      |

## 地図と衛星写真
北緯22度47分6秒 東経5度31分22秒 / 北緯22.78500度 東経5.52278度